# Strachów (powiat strzeliński)
Strachów – wieś w Polsce położona w województwie dolnośląskim, w powiecie strzelińskim, w gminie Kondratowice.

## Podział administracyjny
W latach 1975–1998 miejscowość należała administracyjnie do województwa wrocławskiego.

## Nazwa
Wieś wzmiankowano w roku 1726 jako Strache, a w roku 1765 jako Strachau bei Nimptsch.

## Demografia
W 1. połowie XIX w. wieś liczyła około 30 domostw. Liczba mieszkańców w roku 1783 wynosiła 118 osób, w roku 1816 - 153 osoby, w roku 1871 - 196, a w roku 1941 - 116. Według Narodowego Spisu Powszechnego (III 2011 r.) liczyła 66 mieszkańców.

## Szlaki turystyczne
- Zielony:  - Jordanów Śląski - Glinica - Janówek - Sokolniki - Łagiewniki - Przystronie - Jasinek - Niemcza - Stasin - Starzec - Strachów - Żelowice[4]